# Leptogenys kraepelini
Leptogenys kraepelini é uma espécie de formiga do gênero Leptogenys, pertencente à subfamília Ponerinae.